# Коктерецький сільський округ (Маканчинський район)
Коктере́цький сільський округ (каз. Көктерек ауылдық округі, рос. Коктерекский сельский округ) — адміністративна одиниця у складі Маканчинського району Абайської області Казахстану. Адміністративний центр — село Коктерек.
Населення — 1535 осіб (2021; 2404 у 2009, 2692 у 1999, 3117 у 1989).
Станом на 1989 рік існувала Петровська сільська рада (села Восток, Коктерек, Мирний, Петровське) з центром у селі Мирний.

## Склад
До складу округу входять такі населені пункти:
| Населений пункт  | Старі назви             | Населення, осіб (1989) | Населення, осіб (1999) | Населення, осіб (2009) | Населення, осіб (2021) |
| ---------------- | ----------------------- | ---------------------- | ---------------------- | ---------------------- | ---------------------- |
| Кайинди, село    | Восток                  | 705                    | 618                    | 534                    | 310                    |
| Кизилбулак, село | Петровське, Кизил-Булак | 422                    | 420                    | 367                    | 185                    |
| Коктерек, село   | Мирний                  | 1285                   | 1654                   | 1503                   | 1040                   |
| Коктерек, село   | -                       | 705                    | -                      | -                      | -                      |